# Carlstrom Foothills
Carlstrom Foothills är en kulle i Antarktis. Den ligger i Östantarktis. Australien gör anspråk på området. Toppen på Carlstrom Foothills är 1 690 meter över havet, eller 97 meter över den omgivande terrängen. Bredden vid basen är 2,3 km.
Terrängen runt Carlstrom Foothills är huvudsakligen kuperad, men åt sydväst är den bergig. Trakten är obefolkad. Det finns inga samhällen i närheten.